# جامع المصرف
جامع المصرف ، وهو من مساجد العراق القديمة، ويقع في جانب الرصافة من العاصمة بغداد، ويطل على شارع الجمهورية، من جهة منطقة الميدان مقابل جامع علي أفندي، وخلفهُ منطقة الفضل وهو مشيد من حجر الطابوق والجص، ويحتوي على حرم ومصلى يتسع لأكثر من 150 مصل، مع باحة فناء صغيرة، وتقام فيه حالياً الصلاة المكتوبة، ولقد بناهُ السيد أحمد أفندي بن علي القاضي بن عبد الله الطائي، وكان أحمد أفندي معروف بالمصرف لأنه شغل منصب مأمور الصرف (الدفتردار ) عند الوالي داود باشا في عهد الدولة العثمانية سنة 1227هـ/1812م، ومعنى لقبهُ (المصرف) هو إنهُ كان يأمر بصرف السندات والأوراق التي تشتمل على أداء أموال مستحقة الدفع من صندوق الحكومة، ولقد جرت صيانة الجامع وتجديده من قبل القاضي محمد نافع المصرف سنة 1371هـ/1951م ، ثم قام ديوان الوقف السني في العراق بتعميرهِ وصيانته سنة 1434هـ/ 2012م.